# Typhula graminum
Typhula graminum är en svampart som beskrevs av P. Karst. 1876. Typhula graminum ingår i släktet Typhula och familjen trådklubbor.  Arten är reproducerande i Sverige. Inga underarter finns listade i Catalogue of Life.